# Soriano nel Cimino
Soriano nel Cimino – miejscowość i gmina we Włoszech, w regionie Lacjum, w prowincji Viterbo.
Według danych na rok 2004 gminę zamieszkiwało 8180 osób, 104,9 os./km².